# 1982年サンマリノグランプリ
1982年サンマリノグランプリ（1982ねんサンマリノグランプリ）は、1982年F1世界選手権の第4戦として、1982年4月25日にイタリアのイモラ・サーキットで行われた。

## 概要
第2戦ブラジルGPで優勝したネルソン・ピケ（ブラバム）と、2位のケケ・ロズベルグ（ウィリアムズ）のマシンに搭載された水タンクに対して国際自動車スポーツ連盟 (FISA) が抗議。この時点では抗議は退けられたが、第3戦アメリカ西GP後に両者失格の裁定が下され、水タンクの使用も禁止された。フォーミュラ・ワン・コンストラクターズ・アソシエーション (FOCA) 側はこの裁定に反発、ブラバム・ウィリアムズ・ロータスやマクラーレンなど10チームがサンマリノGPのボイコットを決める。これに対し、マクラーレンのニキ・ラウダがレースに出走するよう各チームに働きかけたが、ボイコットの決定が翻ることはなかった。
レースに参加したのは、FISA側のフェラーリ・ルノー・アルファロメオ3チームとトールマン、FOCA側でありながら出走したティレル（新しいスポンサーのキャンディがイタリアの企業である関係上）、ATS、オゼッラの7チーム・14台である。
予選はルノーのルネ・アルヌーがシーズン2回目のポールポジションを獲得。アラン・プロストが2位に付け、ルノーがフロントローを独占した。地元フェラーリのジル・ヴィルヌーヴとディディエ・ピローニがそれぞれ3・4位と続いた。

## 予選結果
| 順位  | No. | ドライバー                     | コンストラクター   | 1日目    | 2日目    |
| ----- | --- | ------------------------------ | ------------------ | -------- | -------- |
| 1     | 16  | ルネ・アルヌー                 | ルノー             | 1'32.628 | 1'29.765 |
| 2     | 15  | アラン・プロスト               | ルノー             | 1'31.169 | 1'30.249 |
| 3     | 27  | ジル・ヴィルヌーヴ             | フェラーリ         | 1'31.541 | 1'30.717 |
| 4     | 28  | ディディエ・ピローニ           | フェラーリ         | 1'32.020 | 1'32.779 |
| 5     | 3   | ミケーレ・アルボレート         | ティレル・フォード | 1'34.480 | 1'33.209 |
| 6     | 23  | ブルーノ・ジャコメリ           | アルファロメオ     | 1'35.214 | 1'33.230 |
| 7     | 22  | アンドレア・デ・チェザリス     | アルファロメオ     | 1'33.879 | 1'33.397 |
| 8     | 35  | デレック・ワーウィック         | トールマン・ハート | 1'34.062 | 1'33.503 |
| 9     | 31  | ジャン＝ピエール・ジャリエ     | オゼッラ・フォード | 1'34.715 | 1'34.336 |
| 10    | 36  | テオ・ファビ                   | トールマン・ハート | 1'42.529 | 1'34.647 |
| 11    | 4   | ブライアン・ヘントン           | ティレル・フォード | 1'36.100 | 1'35.262 |
| 12    | 9   | マンフレッド・ヴィンケルホック | ATS・フォード      | 1'36.155 | 1'35.790 |
| 13    | 32  | リカルド・パレッティ           | オゼッラ・フォード | 1'37.999 | 1'36.228 |
| 14    | 10  | エリセオ・サラザール           | ATS・フォード      | 1'41.255 | 1'36.434 |
| 出典: |     |                                |                    |          |          |

## 決勝
トールマンのデレック・ワーウィックがウォームアップ中にリタイアし、13台でのスタート。このレースが決勝初出走となるオゼッラのリカルド・パレッティはエンジントラブルのためピットスタートとなる。レーススタート後はルノーの2台が先行するが、プロストが6周でリタイヤ。アルヌーが首位を走り、それをフェラーリの2台が追いかけるという展開になる。
44周を終えたところでアルヌーもプロスト同様エンジンに異常が発生してリタイヤとなり、ヴィルヌーヴが首位に躍り出、その後ろにファステストラップを記録したピローニが僅差で続き、それぞれ接戦を繰り広げた。3位を走行するティレルのミケーレ・アルボレートとの差は40秒であり、燃料切れを懸念したチームから2台のフェラーリに「SLOW」のサインが出されヴィルヌーヴはそれに従うが、53周目にピローニが首位に立った。59周目にヴィルヌーヴが再度首位に立ち、2台とも再びペースダウンを行った。しかし、最終周である60周目のトサ・コーナー手前でピローニがスピードを上げヴィルヌーヴをインコーナーから抜き去った。突然の展開にヴィルヌーヴは抜き返す余裕がなく、そのままゴールした。
ピローニの行為にヴィルヌーヴは激怒し、レース後のパレードにピローニと同乗することを拒否。表彰台でも終始憮然とした表情で、式が終わるとピローニを無視して、自家用ヘリコプターに乗ってモナコへと帰った。その後ヴィルヌーヴは「（ピローニと）二度と話をしない」と語った。この出来事が次戦ベルギーGP予選でのヴィルヌーヴの事故死へとつながることになる。

## 決勝結果
| 順位  | No. | ドライバー                     | コンストラクター   | 周回 | タイム/リタイヤ    | グリッド | ポイント |
| ----- | --- | ------------------------------ | ------------------ | ---- | ------------------ | -------- | -------- |
| 1     | 28  | ディディエ・ピローニ           | フェラーリ         | 60   | 1:36'38.887        | 4        | 9        |
| 2     | 27  | ジル・ヴィルヌーヴ             | フェラーリ         | 60   | +0.366             | 3        | 6        |
| 3     | 3   | ミケーレ・アルボレート         | ティレル・フォード | 60   | +1'07.684          | 5        | 4        |
| 4     | 31  | ジャン＝ピエール・ジャリエ     | オゼッラ・フォード | 59   | +1 Lap             | 9        | 3        |
| 5     | 10  | エリセオ・サラザール           | ATS・フォード      | 57   | +3 Laps            | 14       | 2        |
| DSQ   | 9   | マンフレッド・ヴィンケルホック | ATS・フォード      | 54   | 失格               | 12       |          |
| NC    | 36  | テオ・ファビ                   | トールマン・ハート | 52   | 周回数不足         | 10       |          |
| Ret   | 16  | ルネ・アルヌー                 | ルノー             | 44   | エンジン           | 1        |          |
| Ret   | 23  | ブルーノ・ジャコメリ           | アルファロメオ     | 24   | エンジン           | 6        |          |
| Ret   | 32  | リカルド・パレッティ           | オゼッラ・フォード | 7    | サスペンション     | 13       |          |
| Ret   | 15  | アラン・プロスト               | ルノー             | 6    | エンジン           | 2        |          |
| Ret   | 22  | アンドレア・デ・チェザリス     | アルファロメオ     | 4    | 燃料ポンプ         | 7        |          |
| Ret   | 4   | ブライアン・ヘントン           | ティレル・フォード | 0    | トランスミッション | 11       |          |
| Ret   | 35  | デレック・ワーウィック         | トールマン・ハート | 0    | 電気系統           | 8        |          |
| 出典: |     |                                |                    |      |                    |          |          |

- ラップリーダー - アルヌー (Lap 1 - 26, 31 - 44)→ヴィルヌーヴ (Lap 45. 49 - 52, 59)→ピローニ (Lap 46 - 48, 53 - 58, 60)[9]
- ヴィンケルホックは最低重量不足のため失格

## 第4戦終了時点でのランキング
| 順位 | ドライバー             | ポイント |
| ---- | ---------------------- | -------- |
| 1    | アラン・プロスト       | 18       |
| 2    | ニキ・ラウダ           | 12       |
| 3    | ディディエ・ピローニ   | 10       |
| 4    | ミケーレ・アルボレート | 10       |
| 5    | ケケ・ロズベルグ       | 8        |

| 順位 | コンストラクター       | ポイント |
| ---- | ---------------------- | -------- |
| 1    | ルノー                 | 22       |
| 2    | マクラーレン・フォード | 20       |
| 3    | フェラーリ             | 16       |
| 4    | ウィリアムズ・フォード | 14       |
| 5    | ティレル・フォード     | 10       |

- ドライバー・コンストラクター共にトップ5のみ表示。

## エピソード
- 無名時代のゲルハルト・ベルガーがいち観客としてトサ・コーナーでレースを観戦していた。非力なティレル・011で3位表彰台を得たミケーレ・アルボレートのコーナリングスピードの速さに驚き、「自分はこんなクレイジーな真似できない」と思ったという[11]。